# Hans Engel (Komponist)
Hans Engel (*  1954 in Berlin) ist ein deutscher Musikredakteur und Komponist für Filmmusik.

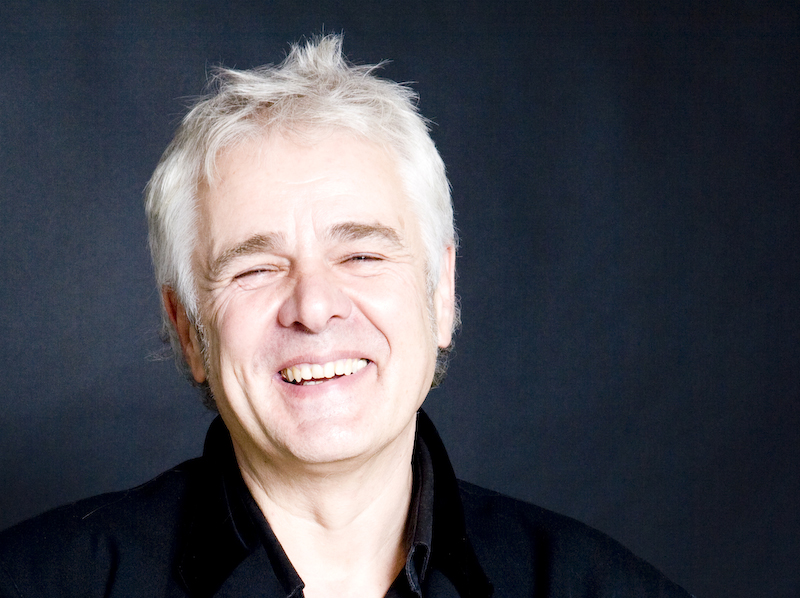
Hans Engel

## Biographie
Nach dem Abitur 1972 unternahm Engel Reisen durch Europa, Nordafrika und USA (u. a. Tourneen als Solo-Gitarrist in Rock- und Popbands), spielte Straßenmusik in Paris, und studierte schließlich an der Hochschule für Musik Köln Gitarre und war in dieser Zeit auch als Gitarrenlehrer tätig.
1986 veröffentlichte Hans Engel seine Doktorarbeit Die Stellung des Musikers im arabisch-islamischen Raum. Im selben Jahr begann Engel beim WDR in Köln, zunächst als Redakteur für Musiksendungen bei mehreren Radiowellen, seit 1994 beim WDR-Fernsehen in Düsseldorf und seit 1998 als Online-Redakteur ebenfalls beim WDR. Seit 1989 schreibt er Filmmusik für bisher mehr als 60 Fernseh- und Kinofilme.
Zwischen 1996 und 1998 arbeitete Hans Engel in Los Angeles. Er arbeitete als Sound Designer und als Filmmusikkomponist und kehrte 1998 nach Köln zurück.
2003 gewann Hans Engel als Projektleiter den RIAS New Media Award mit einem WDR.de-Spezial zum Jahrestag des 11. September. Seit 2010 ist Hans Engel ehrenamtliches Jurymitglied bei Civis – Europas Medienpreis für Integration.

## Dissertation
In Die Stellung des Musikers im arabisch-islamischen Raum untersucht Engel die rechtliche Stellung von Musikern im islamischen Kulturkreis und beschreibt deren Situation. Demnach waren und sind Musik und Musiker einerseits „verdammt“, aber trotzdem wurde auch immer musiziert. So waren zum Beispiel am Hofe des obersten Herrschers aller Gläubigen, am Kalifenhof in Bagdad, ganze Scharen von Sängern, Sängerinnen und Instrumentalisten beschäftigt, die nicht nur fürstliche Gehälter bekamen, sondern zusätzlich noch mit „märchenhaften“ Geld- und Goldsummen sowie mit wertvollen Geschenken belohnt wurden. Währenddessen „wüteten muslimische Ultras“ auf den Straßen der Hauptstadt des islamischen Weltreiches gegen die Unsittlichkeit, sie schlugen die Sängerinnen und zerbrachen die Instrumente der Musiker.

## CD-Veröffentlichungen
- Sonic Ambience Images I - The Picture (mit Micki Meuser)
- Sonic Ambience Images II - The Ambience (mit Micki Meuser)
- Sonic Ambience Images III - The Song (mit Micki Meuser)
- FilmMusic (CMS Music - 4U 907041)
- Filmmusik II (Traumton 4469)
- Die Rockies (Angelmusic 1007)
- Filmmusik III (Angelmusic 1008)
- Karelien (Angelmusic 1009)
- Wunderwelten (Angelmusic 1010)
- Lullabies of the world (Angelmusic 1012)
- Algarve - Küste der Sehnsucht
- Transoceânica (Angelmusic 1018)
- Verkehrswende - Metropolen in Bewegung

## Filme (Auswahl)
- Metropolen in Bewegung - Wie gelingt die Verkehrswende? (NDR/arte - 2021)
- Der vergessene Tempel von Banteay Chhmar (SWR/arte - 2020)
- Nachtschwestern (Folge 1-10) - RTL Medical Soap (2019)
- Nachtschwestern (Pilotfolge) - RTL Medical Soap (2018)
- Georgien erzählt - Streifzüge mit Nino Haratischwili (Oktober 2018)
- Auf der Spur des Gobibären (Oktober 2017)
- Gun Germany - Teil 2: Die neue Gewalt von rechts (März 2017)
- Gun Germany - Teil 1: Angst (Oktober 2016)
- Transoceânica - Die längste Busreise der Welt (Juli 2016)
- Portugal – Traumküste Algarve (2011)
- Einmal Irak und zurück - Urlaub im Krisengebiet (2011)
- Perus Schmetterlingsjäger (2011)
- Spaniens wilde Pferde (2010)
- Senf - Auf den Spuren eines Scharfmachers (2008)
- Ecuador - Ein moderner Indianer (2008)
- Das Kreuz des Nordens - Reise durch Karelien (2007)
- 100 Millionen Karat - Die Oppenheimer Dynastie (2006)
- Die Rockies - Sehnsucht nach dem alten Westen (2006)
- Die Rockies - Der Ruf der eisigen Wildnis (2006)
- Betrifft - Die Rückkehr der Sextouristen (2006)
- Die Inka-Staffel - Auf dem Königsweg durch die Anden (2005)
- die story - Liebe an der Macht (2005)
- Der talentierte Jacques Chirac (2003)
- Vaqueiros – Cowboys in der brasilianischen Dornensteppe (2003)
- 360º Die GEO Reportage - Im Wald der Vampire (2002)
- Trilogie Doppelleben (2002):  die story: Silvio Berlusconi – ein Doppelleben die story: Francois Mitterrand – ein Doppelleben die story: Franz Josef Strauß – ein Doppelleben
- die story - Verordnetes Schweigen. Die blutige Nacht von Paris (2002)
- die Story – Es begann mit einer Lüge (2000)
- Eduard Odenthal - Er malt wie die Vögel singen (1999)
- Die Spur des Paten (1999)
- Macau - Seeleute, Tempel, Reichtümer (1998)
- Tatort Manila - Die Dokumentation (1998)
- Six Gun Women (1997)
- Die Karawane der Tuwiner - Ein Volk in der Mongolei zieht um (1995)
- Im Spinnennetz - Das Imperium des Silvio Berlusconi (1994)
- Rückblende - Madame Tussaud (1992)
- Ketchup - Esskultur und Massenproduktion von Pittsburgh bis Duisburg (1991)
- Alte Kameraden (1990)
- Rückblende - Der Insektengarten des Jean H. Fabre (1990)
- The Guildford Gang (1989)

## Preise
- 1991 Adolf-Grimme-Preis für „Alte Kameraden“ von Bernd Mosblech mit Filmmusik von Hans Engel
- 2003 RIAS New Media Award für die Projektleitung des WDR.de-Spezials zum Jahrestag des 11. September 2001
- 2023 Zukunftsfilmpreis (Future film price) bei Deutschlands Ökofilmtour in Potsdam für Johan von Mirbachs Film „Metropolen in Bewegung - Wie gelingt die Verkehrswende?“ mit Filmmusik von Hans Engel
- 2023 UmweltMedienpreis 2023 der Deutschen Umwelthilfe für Johan von Mirbachs Film „Metropolen in Bewegung - Wie gelingt die Verkehrswende?“ mit Filmmusik von Hans Engel